# Hausen
Hausen é um município da Alemanha, no distrito de Forchheim, na região administrativa da Alta Francónia, estado de Baviera.